# Iteri jezik
Iteri jezik (alowiemino, laro, iyo, yinibu, rocky peak; ISO 639-3: itr), papuanski jezik iz provincije Sandaun, s gornjeg Sepika u Papui Novoj Gvineji kojim govori 475 ljudi (2003 SIL) plemena Iteri, nazivanih po lokalitetu na planini Rocky Peak i 'naroda s Rocky Peaka'. Pripada skupini arai, porodica arai-kwomtari. Dio Iterija služi se i srodnim jezikom ama, a oba pripadaju jezičnoj porodici arai-kwomtari, skupini arai ili left may. Jezik i život Iterija proučavali su Brad i Beth Buser preko 20 godina.
Iteri se prije klasificirao porodici left may, koja je obuhvaćala 6 (ili 7) jezika, iz koje su svi jezici osim bo i nakwija pripisani porodici arai-kwomtari. Rocky peak se nekada smatrao posebnim jezikom s identifikatorom [rok], a govorio se u selima Iwau, Agrame, Uwau, i još barem u dva druga sela. Danas se ovaj naziv navodi kao alternativni za jezik iteri. Leksička sličnost je 80% do 90% s iterijem.

## Vanjske poveznice
- Ethnologue (14th)
- Ethnologue (15th)